# Jan Koecher
Jan Koecher (ur. 16 stycznia 1908 w Warszawie, zm. 11 maja 1981 tamże) – polski aktor i reżyser teatralny oraz filmowy.

## Działalność
W 1933 ukończył studia na Wydziale Sztuki Aktorskiej Państwowego Instytutu Sztuki Teatralnej w Warszawie, dwa lata później ukończył studia na Wydziale Reżyserskim tej samej uczelni. Pierwszy angaż otrzymał w 1933 w Teatrze Miejskim w Toruniu, po roku powrócił do Warszawy i został aktorem Teatru Narodowego i Comoedia. Od 1936 był aktorem Teatru Powszechnego i lektorem w warszawskiej rozgłośni Polskiego Radia.
Po zakończeniu działań wojennych w 1945 był współorganizatorem Teatru Polskiego Radia. W 1946 został zaproszony do krakowskiego Teatru Starego, gdzie był reżyserem. W 1951 otrzymał nagrodę państwową II stopnia za główną rolę (grał Stanisława Moniuszkę) w filmie „Warszawska premiera”. Po powrocie do Warszawy występował w Teatrze Współczesnym, a od 1956 do przejścia na emeryturę w 1976 występował w Teatrze Narodowym. W rolach filmowych występował do końca życia. Został pochowany na Cmentarzu Komunalnym na Powązkach (kwatera B32-8-11).

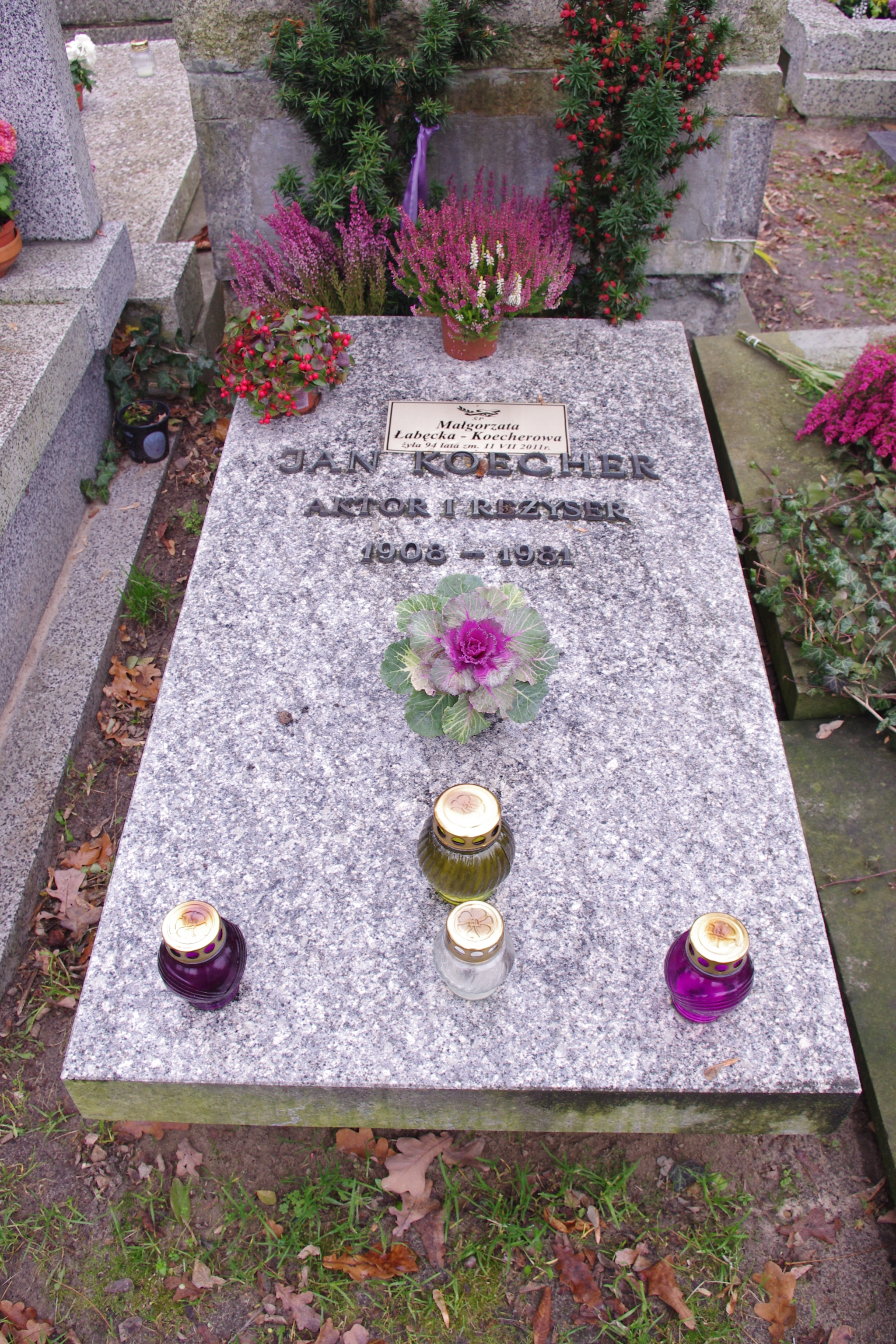
Grób Jana Koechera na Cmentarzu Wojskowym na Powązkach w Warszawie

## Filmografia

### Aktor
- 1936: Fredek uszczęśliwia świat − pomocnik dostawcy wina
- 1950: Warszawska premiera
- 1956: Warszawska syrena − pustelnik
- 1956: Tajemnica dzikiego szybu − geolog Bolesławiec
- 1957: Król Maciuś I − doktor
- 1958: Kalosze szczęścia − poeta
- 1960: Mąż swojej żony − profesor Trębski
- 1960: Historia współczesna − Kostarski
- 1965: Wyspa złoczyńców − profesor Opałko
- 1965: Popioły − generał de With
- 1965: Gorąca linia − szatniarz Kalina
- 1967: Ślepy tor − profesor Edward Ryszpans
- 1968: Stawka większa niż życie − doktor Pulkowski (odc. 3)
- 1968: Lalka − książę
- 1971: Jagoda w mieście − Adam Kielski (odc. 4)
- 1973: Wielka miłość Balzaka − Austriak wręczający Balzacowi pierścień (odc. 4)
- 1977: Noce i dnie − gość na przyjęciu u Woynarowskiego (odc. 11)
- 1979: Prom do Szwecji − proboszcz
- 1979: Doktor Murek − profesor Reliwa (odc. 5)
- 1980: Punkt widzenia − profesor Stanisław Szczepkowski (odc. 3-5)

### Reżyser
- 1954 – Kariera
- 1957 – Piosenki Berangera (spektakl telewizyjny)

## Odznaczenia
- Odznaka „Zasłużony Działacz Kultury” (1967)[2]